# Curt Burström
Curt Vilhelm Burström,  född 24 juni 1920 i Oscars församling, Stockholm, död där 27 december 1964 i Stockholm, var en svensk tecknare och grafiker.
Han var enda barn till hovmästaren Nils Burström och Ruth Johannesson. Från 1946 och till sin död var han gift med Hilda Andersson. 
Burström studerade vid Konstakademiens grafiska skola i Stockholm 1948-1949 men var för övrigt autodidakt och bedrev självstudier under resor till Spanien och i Frankrike. Han medverkade ett flertal gånger i Nationalmuseums utställning Unga tecknare. Separat ställde han ut med teckningar och grafik på Ekströms konstsalong i Stockholm 1950. Hans tidiga arbeten är naturalistiska figurativa och landskapsmotiv; därefter övergick han till en mer abstrakt kompositionsform. Burström är representerad vid Nationalmuseum och Norrköpings konstmuseum.
Curt Burström fick en son, Hans Burström (f. 1947) i sitt äktenskap och senare två döttrar, Ann Widén (f. 1963) och Catharina Burstöm Tunestad (f. 1965), med Marita Widén (1943-2020). Han var då fortfarande gift men låg i skilsmässa; den yngsta dottern var postum.
Curt Burström vilar i columbariet i Engelbrektskyrkan i Stockholm tillsammans med sin mor Ruth Burström.